# Giorno della disperazione
Giorno della disperazione (O dia do desespero) è un film del 1992 diretto da Manoel de Oliveira.
Il film narra gli ultimi anni della vita dello scrittore portoghese Camilo Castelo Branco, segnati dalla progressiva cecità e conclusi con il suicidio.